# 聖ペテロへの天国の鍵の授与 (ペルジーノ)
『聖ペテロへの天国の鍵の授与』（せいペテロへのてんごくのかぎのじゅよ、伊:Consegna delle chiavi）は、イタリア・ルネサンス期の画家、ピエトロ・ペルジーノが1481年から1482年に制作した絵画である。ローマ、ヴァチカン宮殿内のシスティーナ礼拝堂にあるフレスコ画の一つである。

## 歴史
作品の依頼は、ペルジーノがローマの旧サンピエトロ大聖堂の礼拝堂を装飾していた1480年であった。教皇シクストゥス4世はペルジーノの仕事に満足し、ヴァチカン宮殿に建てた新しい礼拝堂の装飾もペルジーノに依頼することにした。依頼された作品の大きさのために、ペルジーノだけでなく、後にボッティチェッリ、ギルランダイオなどを含むフィレンツェからの画家の集団が制作に加わることになった。
作品がまだ制作されている間の、ナポリのアルフォンソ2世によるヴァチカン訪問の結果、前景の人物群の左端にがアルフォンソ2世が描き加えられることになった。そして、画面のバランスをとるために、聖ペテロの上部に使徒が追加された。

## 概要

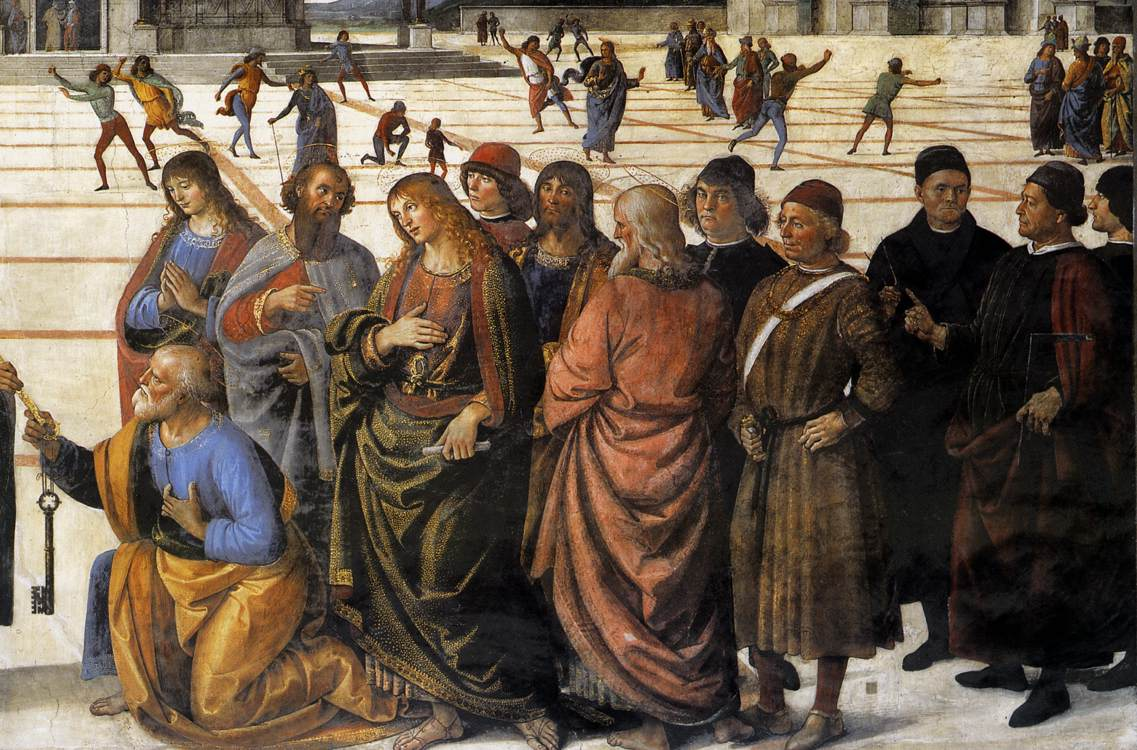
細部

礼拝堂の北の壁にある一連のイエス・キリストの物語の一部であるこの場面は、イエスが聖ペテロに「天国の鍵」を与えると言っているマタイによる福音書16章を参照したものである。これらの鍵は許す力と神の言葉を共有する力を表現し、結果的に鍵が他者を天国に入れる力を表現している。主要人物は絵画の前景におり、地平線のかなり下にある2つの緊密な列にフリーズ状に配置されている。ひざまずく聖ペテロに銀と金の鍵を渡しているキリストのいる主要な人物群は、ユダ（キリストの左側の5番目の人物）を含む他の使徒たち(全員光輪がある）、および同時代の人々の肖像に囲まれており、1人（右端から5番目）はペルジーノの自画像と言われている。平らで開放された広場は、前面短縮法で描かれた、大きな、彩色されている石の長方形に分割されている。背景の中央には、レオン・バッティスタ・アルベルティの著作『建築について』に表された理想的な教会に似た神殿がある。両側に、シクストゥス4世とソロモンの名を連ねる碑文のついた凱旋門があり、ポルティコ (列柱屋根) のあるソロモン神殿を想起させる。中距離に散見されるのは、左側の「貢の銭」と右側の「キリストの石打ち」を含む、キリストの生涯の2つの場面である。

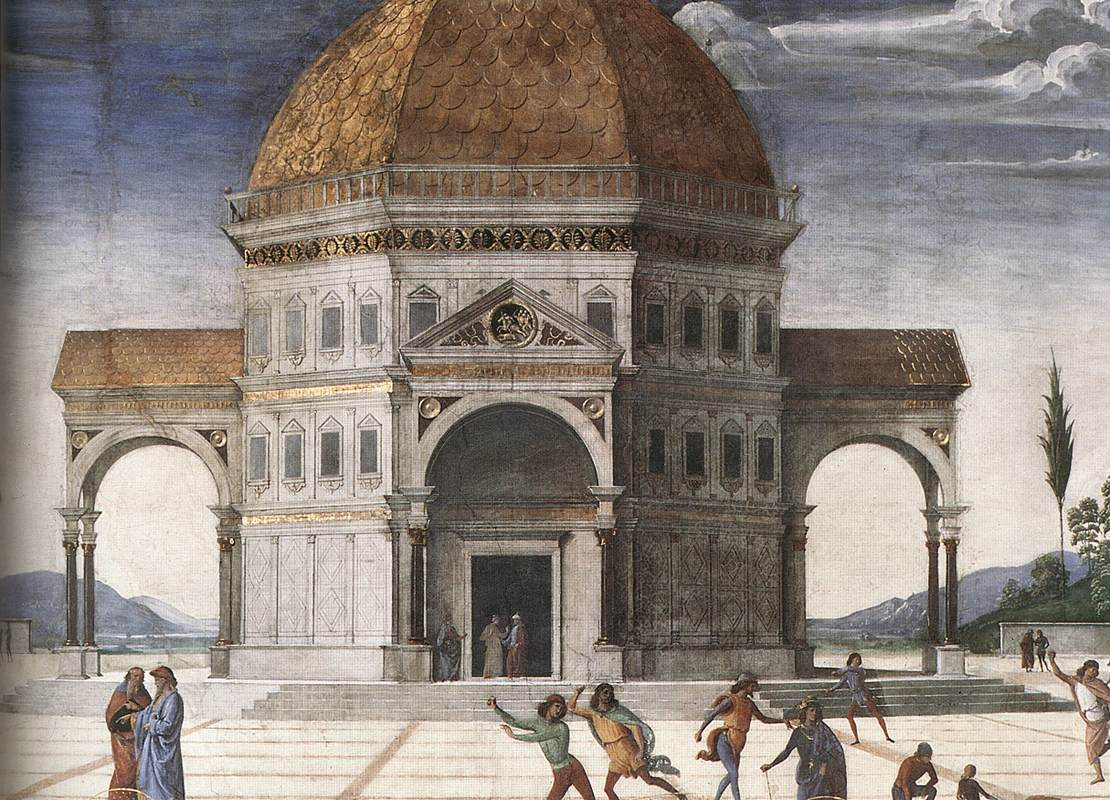
中央の建物の細部

人物像の様式は、アンドレア・デル・ヴェロッキオに影響を受けている。非常に複雑な襞があり、動きを表す布地と、美しい顔貌、長く流麗な髪、優雅な態度、洗練を有する人物像、特に福音記者ヨハネを含む数人の使徒は、オルサンミケーレ教会にあるヴェロッキオのブロンズ彫刻群の一つ、聖トマスを彷彿とさせる。登場する人物のポーズは、一貫して繰り返される少数の基本的な態度に分類され、たいてい一方の側ともう一方の側で反対のポーズになり、同じ下絵を使用していることを意味する。彼らは概ね地面にしっかりと立っている、優美で優雅な人物である。頭部は身体の他の部分に比例して小さく、その顔貌は細部にかなりの注意を払いつつ繊細に純化されている。
エルサレムの八角形の寺院とその中心軸を支配するポルティコは、建築家によって制作されたプロジェクトに啓発されたものに違いないが、ペルジーノの扱いは木製模型の正確な描写のようなものである。アーチのある建物は、アクションが展開される背景として機能している。ペルジーノは風景の扱いに多大な貢献をしてきた。地平線を横切って広がる無限の世界の感覚は、同時代の他のほとんどの作品よりも力強く、遠くに青みがかった灰色の丘がある、雲の多い空を背景にした羽根のような木々は、後の画家、特にラファエロが教示を受けた風景描写の手本を示している。
中央の建物は、ペルジーノの『聖母の結婚』の建物や、ペルジーノの弟子ピントゥリッキオがサンタ・マリア・アラコエリ教会のブファリーニ礼拝堂にある聖ベルナルディーノの物語に描いた建物と似ている。

## 関連作品

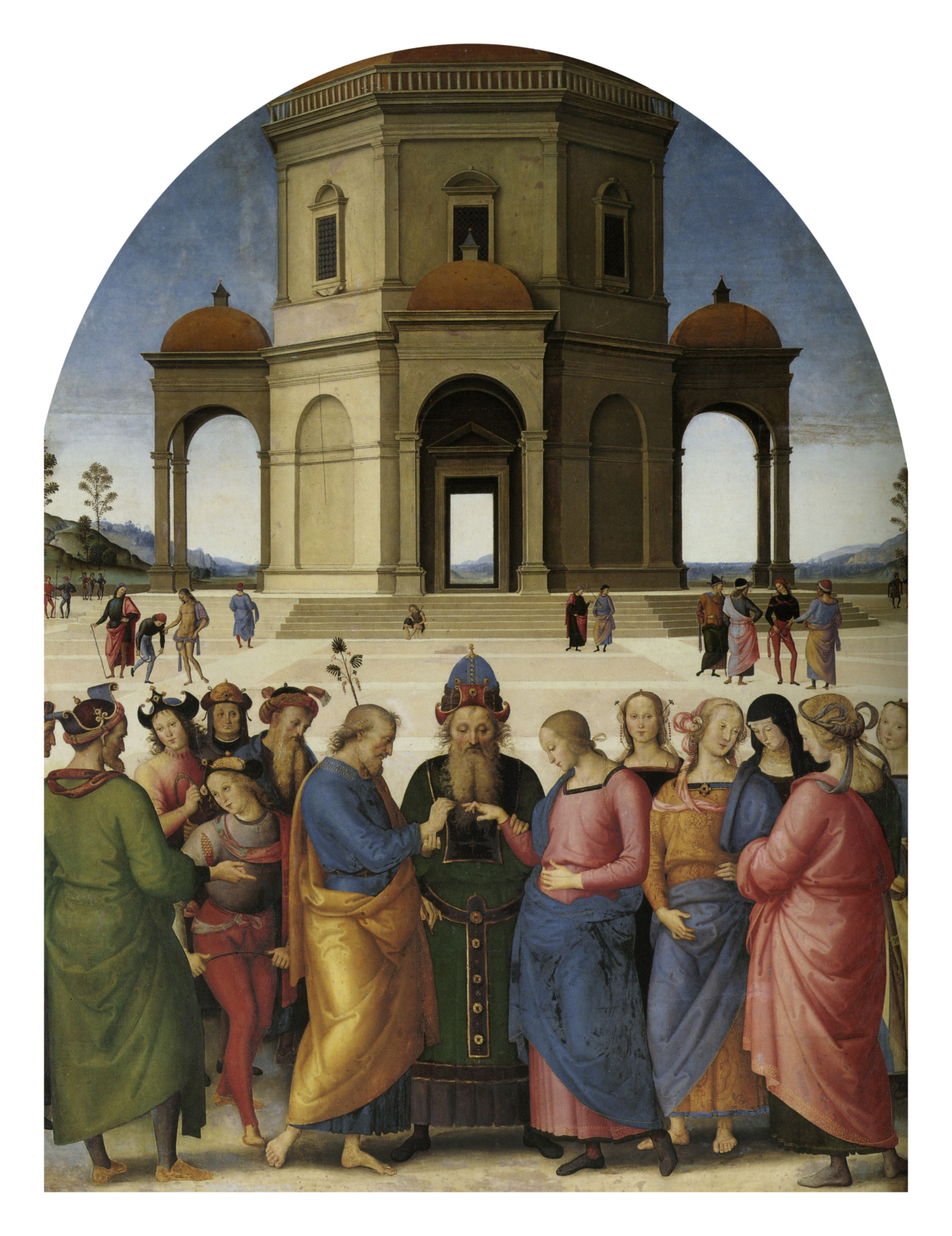
ペルジーノ『聖母の結婚』(1504年) カン美術館 (フランス)
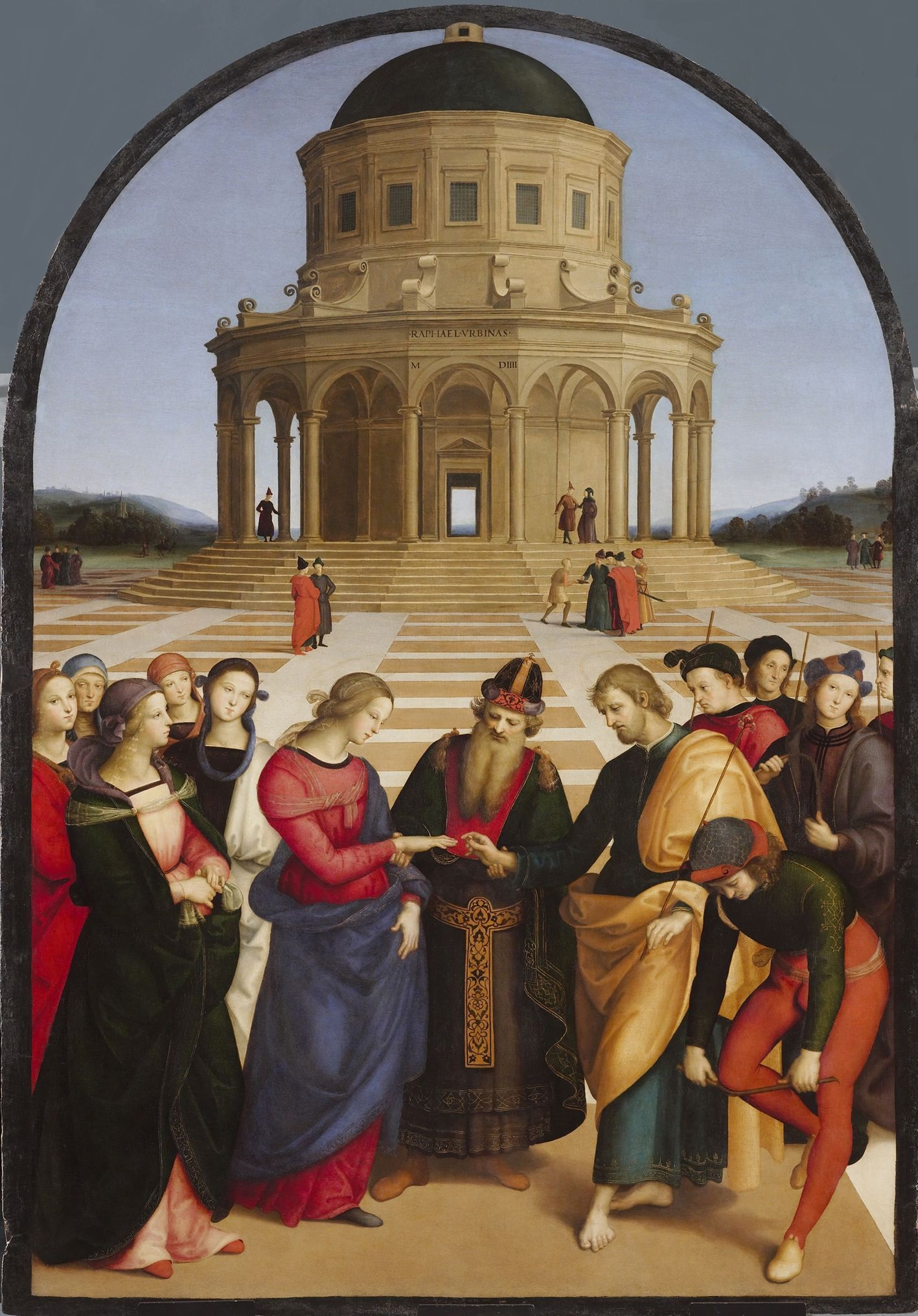
ラファエロ『聖母の結婚』(1504年) ブレラ美術館 (ミラノ)

## 伝説
このフレスコ画は、教皇選出のコンクラーヴェでは吉兆であると信じられていた。迷信によると、抽選で選ばれて、このフレスコ画の下の独房に収容された枢機卿は選出される可能性が高いということであった。同時代の記録によると、少なくとも3人の選出された教皇がコンクラーヴェの間にフレスコ画の下に収容されていた。教皇クレメンス7世、教皇ユリウス2世、教皇パウルス3世である。